# Duizendknoopboegsprietmot
De duizendknoopboegsprietmot (Monochroa hornigi) is een vlinder uit de familie tastermotten (Gelechiidae). De wetenschappelijke naam is voor het eerst geldig gepubliceerd in 1883 door Staudinger.
De soort komt voor in Europa.